# 家文看北京
《家文看北京》，香港電視廣播有限公司新聞及資訊部因應2007年8月8日為2008年北京奧運倒數一週年，而製作的特備新聞節目，內容主要報道有關2008北京奧運對當地所帶來的影響。節目由同年8月初至8月8日期間香港時間每晚19:15於該公司旗下收費頻道新聞台播出。

## 節目形式
由駐北京記者李家文以視像電話與當日19:00的新聞主播一起報道。

## 節目片段
- 家文看北京